# Les Orphelins de Sankara
Pour plus de détails, voir Fiche technique et Distribution.
Les Orphelins de Sankara est un film documentaire sur 600 jeunes orphelins et ruraux du Burkina Faso. Ils sont envoyés à Cuba sur décision de Thomas Sankara, avec la mission d’apprendre un métier et revenir développer leur pays en pleine révolution. Ils seront abandonnés et leurs diplômes jamais reconnus.

## Contexte
En 1986, six cents enfants orphelins et ruraux du Burkina-Faso âgés entre 12 et 15 ans, sont envoyés à Cuba. Ils ont pour mission d’apprendre un métier et revenir développer leur pays en pleine révolution. Lorsque Thomas Sankara est assassiné en 1987, le régime de Blaise Compaoré suspend sa part dans la contribution aux frais de scolarité des élèves. Fidel Castro décide de les laisser poursuivre leur formation,. De retour au Burkina Faso, après leur formation, plusieurs parmi eux ont eu des difficultés à s'intégrer.

## Film documentaire
Le film est réalisé par Géraldine Berger. Elle découvre ces élèves oubliés lors d'une émission de radio. Le souvenir des enfants est restitué en images d’archives.